# Јардена Арази
Јардена Шуламит Арази (рођена као Јардена Финебаум; хебр. ירדנה ארזי, романизовано Yardena Arazi; Кабри, 25. септембар 1951) израелска је поп и фолк певачица, глумица и телевизијска водитељка. Петострука је добитница награде за певачицу године, а 2008. је проглашена за најбољу и најутицајнију певачицу свих времена у Израелу.   

## Биографија
Популарност је стекла почетком 1970-их као чланица женског бенда Chocolate, Menta, Mastik, заједно са Тами Азаријом, Рути Холцман и Леом Лупатин. Група је чак представљала Израел на Песми Евровизије у Хагу 1976, а њихова песма Emor Shalom (у преводу Реци здраво) заузела је високо шесто место. Наступ на Евровизији девојкама је донео значајну популарност и ван граница своје земље, те су објавиле и неколико синглова на енглеском, француском и немачком језику. Група се распала 1978, након чега су њене чланице наставиле са соло каријерама. 
Први водитељски посао Аразијева је имала 1979, када је заједно са Данијелом Пером водила програм Песме Евровизије чији домаћин је те године била израелска престоница Јерусалим. Први студијски соло албум под насловом Yardena Arazi са десет песама објавила је 1982. године. Током 1980-их Арази је била једна од најпопуларнијих израелских певачица издавши у том периоду 10 студијских албума који су достигли златни или платинасти тираж. У том периоду је редовно наступала у иностранству у пратњи Зубина Мехте и Израелске филхармоније. На албуму Пустињска фантазија из 1989. обрадила је 10 арапских песама које су изводили неки од најпознатијих имена арапске музичке сцене.
Аразијева је током каријере неколико пута наступала као извођач на израелском националном избору за песму Евровизије (Kdam, 1982, 1983. и 1985), а национална телевизија ИБА ју је интерно изабрала као свог представника за Евросонг 1988. у Даблину. У главном граду Ирске Аразијева је певала песму под називом Ben Adam (у преводу Човек) и са 85 бодова заузела је 7. место. Занимљиво је да је Аразијева у више наврата истицала да велику пажњу придаје астрологији и да је пристала да се такмичи на Евросонгу на савет личног астролога. Њен астролог је те године предвидео победу песме која је изведена под редним бројем 9, а под тим редним бројем је првобитно требало да наступи управо Израел. Међутим, након одустајања Кипра израелски представник је наступио на позицији број 8, а на крају је победила швајцарска представница Селин Дион са песмом Ne Partez Pas Sans Moi која је наступила управо под редним бројем девет.
Од 1997. ради као телевизијски водитељ и пуних 9 година је водила Јутарњи програм на другом програму националне телевизије.